# Коссак, Григорий Иосифович
Григорий Иосифович Коссак (укр. Григо́рій Йосипович Коссак; 7 февраля 1882, Дрогобыч — 3 марта 1939, Москва) — украинский военный деятель и советский военный преподаватель, репрессированный в СССР.

## Биография

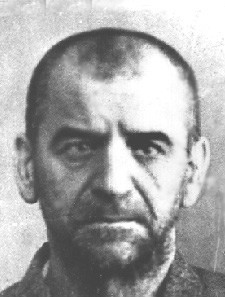
Коссак после ареста по приказу НКВД

Уроженец Дрогобыча в составе Австро-Венгерской Империи. Братья Иван и Василий.
По образованию преподаватель, преподавал в школе села Ясеницы. Мобилизован в 1914 году в австро-венгерскую армию, в легион УСС. 3 августа 1914 назначен атаманом 2-го куреня Легиона. С января по март был исполняющим обязанность коменданта полка, с 22 августа 1915 по 16 марта 1916 командовал 1-м полком.
С 5 по 9 ноября 1918 Григорий Коссак командовал украинскими войсками во Львове. В декабре 1918 года командовал Южной группой украинских войск в дни войны с Польшей. Командовал также 3-м корпусом и тыловыми службами. В начале 1920-х годов был в лагере для интернированных в чехословацком городе Либерец. Проживал в эмиграции в Австрии.
В 1924 году вернулся в СССР, где занялся преподавательской деятельностью. Работал в Харькове в Школе красных старшин, в структурах украинского красного казачества (Красно-Казачьего Корпуса Виталия Примакова) преподавателем украинского языка и украиноведения; там же руководил военными кафедрами при химико-технологическом и медицинском институтах.
В 1931 году арестован НКВД по обвинению в контрреволюционной деятельности. Приговорён к 6 годам ИТЛ, отбывал наказание на Соловецких островах и в Малом Ирбите. После освобождения переехал в Москву, преподавал немецкий язык на швейной фабрике имени Клары Цеткин. 22 февраля  1938 года повторно арестован по обвинению в  «шпионаже и контрреволюционной деятельности». Внесен в список Л. П. Берии – А. Я. Вышинского от 15.2.1939 г. по 1-й категории. 2 марта 1939 года приговорён Военной коллегией Верховного суда СССР к расстрелу, Приговор приведён в исполнение в ночь на  3 марта. 1939 года. Место захоронения — спецобъект НКВД «Коммунарка».
Реабилитирован посмертно  3 апреля 1987 года  постановлением Пленума Верховного суда СССР.